# 15 luglio
Il 15 luglio è il 196º giorno del calendario gregoriano (il 197º negli anni bisestili). Mancano 169 giorni alla fine dell'anno.

## Eventi
- 484 a.C. – Dedicazione del Tempio di Castore e Polluce nel Foro romano
- 304 – San Chirico e sua madre Santa Giulitta vengono martirizzati a Iconio, sotto Diocleziano
- 1054 – Il cardinale Umberto, legato di papa Leone IX, pone sull'altare di Santa Sofia a Istanbul una bolla di scomunica contro il patriarca Michele I Cerulario, provocandone la reazione passata alla storia come "Grande Scisma"
- 1099 – Prima crociata: i crociati conquistano Gerusalemme e la Basilica del Santo Sepolcro dopo un difficile assedio
- 1207 – Giovanni d'Inghilterra espelle i monaci di Canterbury che avevano appoggiato l'arcivescovo locale Stephen Langton
- 1240 – Crociate del Nord: un esercito di Novgorod guidato da Aleksandr Nevskij sconfigge gli svedesi nella battaglia della Neva
- 1262 – A Montpellier si celebra il matrimonio fra l'infante Pietro III d'Aragona e Costanza II di Sicilia
- 1381 – John Ball, veterano della Rivolta dei contadini, viene giustiziato alla presenza di Riccardo II d'Inghilterra
- 1410 – Battaglia di Grunwald: il potere dell'Ordine Teutonico viene infranto da una sconfitta contro polacchi e lituani
- 1472 – Il feudo chiamato Corte di Casale con capoluogo Canzo (nell'attuale Provincia di Como) viene concesso da Galeazzo Maria Sforza ad Antonio e Damiano Negroni, detti i Missaglia
- 1685 – In Inghilterra, James Scott, I duca di Monmouth viene giustiziato a Tower Hill dopo essere stato sconfitto nella battaglia di Sedgemoor
- 1789 – Il Marchese de la Fayette viene nominato per acclamazione colonnello-generale della nuova Guardia Nazionale di Parigi
- 1799 – Nel villaggio egiziano di Rosetta il capitano francese Pierre-François Bouchard trova una stele con un testo trilingue che diverrà nota come Stele di Rosetta
- 1801 – Firma del concordato di pacificazione fra Napoleone Bonaparte e papa Pio VII
- 1806 – Spedizione Pike: nei pressi di Saint Louis (Missouri), il tenente dell'esercito statunitense Zebulon Pike inizia una spedizione che parte da Fort Belle Fountaine per esplorare il West
- 1808 – Napoleone Bonaparte firma per il Regno di Napoli lo Statuto di Baiona, redatto da Giuseppe Zurlo, in cui si nomina Gioacchino Murat re delle Due Sicilie
- 1815 – Napoleone Bonaparte si arrende a bordo della HMS Bellerophon
- 1820 – Nell'ambito dei Moti del 1820-1821 a Palermo scoppia una rivolta indipendentista
- 1834 – Inquisizione spagnola: istituita nel XV secolo, viene definitivamente soppressa per regio decreto emanato dalla reggente di Spagna Maria Cristina di Borbone delle Due Sicilie
- 1849 – Primo raid aereo nella storia della guerra: l'Austria sgancia bombe legate a palloni sulla città assediata di Venezia, che si arrenderà il successivo 22 agosto[1]
- 1862 – Guerra di secessione americana: i confederati spezzano il blocco navale di Vicksburg (Mississippi)
- 1870 – La Georgia diventa l'ultimo degli ex stati confederati a essere riammesso nell'Unione
- 1877 – Italia: la Legge Coppino, emanata durante il periodo della Sinistra storica, rende l'istruzione elementare obbligatoria dai sei ai nove anni in tutto il Regno d'Italia
- 1916 – A Seattle (Washington), William Boeing registra la Pacific Aero Products, successivamente rinominata in Boeing
- 1917 – Prima guerra mondiale: ammutinamendo della brigata Catanzaro
- 1918 – Prima guerra mondiale: inizia la seconda battaglia della Marna nei pressi del fiume Marna con un attacco tedesco
- 1938 – Viene pubblicato il Manifesto degli scienziati razzisti: con il documento, dal titolo Il fascismo e i problemi della razza, il regime si propone di fornire una base scientifica per le teorie razziste (vedi Leggi razziali fasciste)
- 1942 – Seconda guerra mondiale: dopo un duro combattimento, l'equipaggio del sommergibile Pietro Calvi, ormai irrecuperabile, fanno autoaffondare il bastimento dopo aver respinto un attacco dei britannici intenzionati a catturarlo; nel combattimento periranno il Comandante Primo Longobardo e 43 marinai su 75
- 1953 – John Reginald Christie viene giustiziato
- 1958 – In Libano, circa 5000 marines sbarcano nella capitale Beirut allo scopo di proteggere il governo filo-occidentale
- 1965 – Arrivano sulla Terra le prime foto di Marte dalla sonda Mariner 4
- 1966 – Le truppe statunitensi e sudvietnamite danno inizio all'Operazione Hastings
- 1975
  - Progetto sperimentale Apollo Sojuz: le navette Apollo e Sojuz decollano per un rendezvous USA-URSS nello spazio
  - Il gruppo musicale jazz-funk francese Cortex pubblica "Troupeau Bleu", il loro album di debutto.
- 1983 – Nintendo lancia sul mercato la console domestica Famicom, ribattezzato NES nelle versioni occidentali
- 1989 – Il gruppo rock britannico Pink Floyd si esibisce in uno storico concerto su un palco galleggiante a Venezia davanti a circa 200000 persone dal vivo e almeno 100000000 via trasmissione televisiva satellitare
- 1997 – A Miami (Florida), Andrew Cunanan uccide Gianni Versace fuori dalla sua casa
- 2002
  - Il cosiddetto "talebano americano", John Walker Lindh, si dichiara colpevole di aver fornito aiuto al nemico e per il possesso di esplosivo durante il compimento di un crimine; Lindh accetta di scontare 10 anni di prigione per ogni reato
  - Ahmad Omar Sa'id Shaykh e tre altri sospetti vengono dichiarati colpevoli dell'omicidio del reporter del Wall Street Journal Daniel Pearl
- 2003 – La AOL Time Warner dismette la Netscape Communications Corporation, come conseguenza nasce Mozilla Foundation
- 2006 – Jack Dorsey lancia Twitter
- 2009 – Precipita un aereo iraniano con a bordo 168 persone
- 2016 – In Turchia una parte dell'esercito tenta un colpo di Stato contro il presidente Recep Tayyip Erdoğan, che tuttavia fallirà

## Nati
Ci sono circa 1 180 voci su persone nate il 15 luglio; vedi la pagina Nati il 15 luglio per un elenco descrittivo o la categoria Nati il 15 luglio per un indice alfabetico.

## Morti
Ci sono circa 480 voci su persone morte il 15 luglio; vedi la pagina Morti il 15 luglio per un elenco descrittivo o la categoria Morti il 15 luglio per un indice alfabetico.

## Feste e ricorrenze

### Civili
Internazionali:
- Giornata mondiale delle competenze giovanili

Nazionali:
- Botswana – Giorno del presidente
- Brunei – Compleanno del sultano Hassanal Bolkiah

### Religiose
Cristianesimo:
- San Bonaventura da Bagnoregio, vescovo e dottore della Chiesa
- Sant'Abudemio, martire
- Sant'Andrea Nguyen Kim Thong Nam, martire
- Sant'Ansuero di Ratzeburg, abate e martire
- Sant'Atanasio I di Napoli, vescovo
- San Catulino e compagni, martiri
- San Davide di Svezia, monaco e vescovo
- San Donald di Ogilvy, abate
- Santi Eutropio, Zosima e Bonosa, martiri
- San Felice di Thibiuca, vescovo e martire
- San Felicissimo di Mosciano, eremita
- San Filippo e dieci infanti, martiri
- San Giacomo di Nisibi, vescovo
- San Giuseppe Studita di Tessalonica, martire
- San Gumberto di Ansbach, abate
- San Pietro Nguyen Ba Tuan, martire
- San Plechelmo, vescovo
- San Pompilio Maria Pirrotti, padre scolopio
- San Swithun di Winchester, vescovo (solo in Inghilterra)
- San Terenzio di Luni, vescovo
- Santa Valentina, venerata a Nevers
- San Vladimir I di Kiev, principe
- San Bishoi di Nitria (Chiesa ortodossa copta)
- Santi Quirico e Giulitta (Chiese di rito orientale)
- Sant'Uriel, arcangelo (Chiese di rito orientale)
- Beata Anne-Marie Javouhey, fondatrice delle Suore di San Giuseppe di Cluny
- Beato Antonio Beszta-Borowski, sacerdote e martire
- Beato Bernardo II di Baden, margravio
- Beato Ceslao di Cracovia, domenicano
- Beato Ignazio de Azevedo e 38 compagni gesuiti, martiri
- Beato Michele Bernardo Marchand, martire
- Beato Pietro Aymillo, vescovo
- Festino di santa Rosalia

Religione romana antica e moderna:
- Idi (Feriae Iovi)
- Dioscuri
- Transvectio et probatio equitum
- Ludi Francici, primo giorno

Shintoismo:
- Mitama Matsuri, 3º giorno